# Epicauta impressicornis
Epicauta impressicornis es una especie de coleóptero de la familia Meloidae.

## Distribución geográfica
Habita en Tonkin (China).